# Paweł Bańkowski
Paweł Jerzy Bańkowski (ur. 1 września 1969 w Jaworznie) – polski polityk, menedżer i samorządowiec, poseł na Sejm VIII kadencji.

## Życiorys
Ukończył w 1994 zarządzanie i marketing na Politechnice Śląskiej. Odbył studia podyplomowe w Szkole Głównej Handlowej (ukończone w 2004) oraz na Uniwersytecie Wrocławskim (ukończone w 2007). Zawodowo związany z branżą energetyczną, objął stanowisko kierownika wydziału w Południowym Koncernie Węglowym.
Zaangażował się w działalność polityczną w ramach Platformy Obywatelskiej, stanął na czele struktur tej partii w Jaworznie. W 2006, 2010 oraz 2014 uzyskiwał mandat radnego miejskiego. Pełnił funkcję wiceprzewodniczącego, a od 2011 do 2014 stał na czele rady miejskiej Jaworzna.
W wyborach parlamentarnych w 2015 kandydował do Sejmu z czwartego miejsca na liście Platformy Obywatelskiej w okręgu sosnowieckim. Został wybrany na posła VIII kadencji, otrzymując 6707 głosów. W Sejmie został członkiem Komisji Polityki Senioralnej oraz Komisji do Spraw Energii i Skarbu Państwa, pracował też w Komisji Gospodarki i Rozwoju (2016–2017). W 2018 bez powodzenia kandydował z ramienia Koalicji Obywatelskiej na prezydenta Jaworzna. Nie wystartował w kolejnych wyborach w 2019. W 2024 uzyskał mandat radnego Sejmiku Województwa Śląskiego VII kadencji.